# Dominio di terzo livello
Un dominio di terzo livello è un sottodominio di livello immediatamente inferiore al dominio di secondo livello. 
Poiché i livelli dei domini sono definiti gerarchicamente in ordine crescente a partire da destra, ed ogni livello è separato da un punto (.), nel sito  it.wikipedia.org il dominio di primo livello è definito da org, il secondo livello è determinato da wikipedia, mentre it costituisce il dominio di terzo livello.